# Relient K
I Relient K sono un gruppo musicale rock fondato nel 1998 a Canton, in Ohio, Stati Uniti. La formazione originale vedeva Matthew Thiessen alla chitarra e al pianoforte, Brian Pittman al basso e Matt Hoopes alla chitarra.
Il gruppo è legato alla corrente della Contemporary Christian music, soprattutto al christian punk, pur avendo avuto successo anche nell'ambito pop punk e alternative rock. Si distinguono anche elementi di piano rock e acustici, mentre i testi si riferiscono spesso a temi legati alla religione, a Dio e a Gesù. Dall'anno di fondazione i Relient K hanno pubblicato 5 album in studio, sette EP, due album di Natale e una raccolta di tracce rare, a cui si aggiungono otto singoli.

## Storia del gruppo
Pur essendo stata fondata nel 1998, la band ha esordito solo nel 2000 con l'omonimo album. Il secondo, The Anatomy of the Tongue in Cheek, uscì nell'agosto dell'anno successivo, vendendo 300 000 copie. prima che la band cominciasse una serie di concerti in quasi 200 date. Nella primavera 2003 vide la luce il terzo studio album, Two Lefts Don't Make a Right...but Three Do, che nella settimana di esordio sul mercato si attestò al #38 nella Billboard 200. Il quarto album, Mmhmm, venne pubblicato nel novembre 2004, per subito salire al #15 nella Billboard 200 con 51 000 copie distribuite nella prima settimana, e al #1 nella classifica relativa al christian rock.
Nel marzo 2007 uscì il quinto album, Five Score and Seven Years Ago, che nella settimana di esordio giunse al #6 nella Billboard 200 vendendo 60 000 copie.
Il gruppo ha venduto in totale più di due milioni di dischi, e il secondo, il terzo e il quarto in ordine cronologico hanno ricevuto la certificazione di disco d'oro da parte della RIAA per aver venduto più di 500 000 copie. La band ha ricevuto anche diversi riconoscimenti, fra cui, nel 2003, una nomination ai Grammy Awards nella categoria "Miglior album rock gospel" per Two Lefts Don't Make a Right...but Three Do, e due Dove Awards, rispettivamente nel 2004 e nel 2006.
Nel 2011, ad ottobre pubblicano Is for Karaoke, un album di cover, mentre nel luglio 2013 la band pubblica Collapsible Lung che esordisce al 16º posto della Billboard 200 e al 2° nella Billboard Chart dedicata agli album Cristiani (dietro Rise degli Skillet).
La band prende il nome da un modello di autovettura, la Plymouth Reliant K. Matt Hoopes e Matt Thiessen ne possedevano infatti un esemplare quando frequentavano la high school

## Formazione

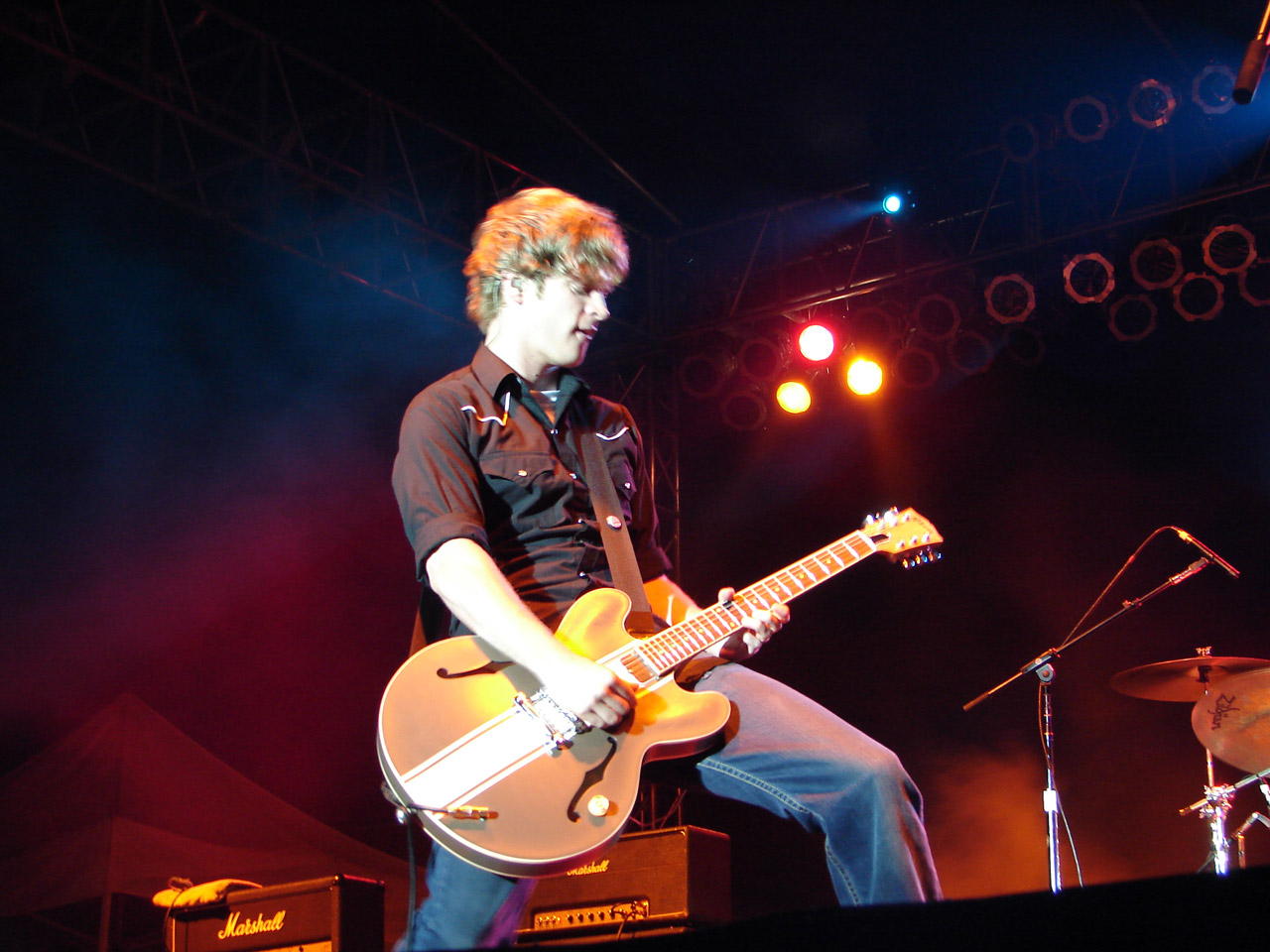
Matthew Thiessen, uno dei fondatori della band.

### Formazione attuale
- Matthew Thiessen – voce, chitarra, pianoforte (1998-)
- Matt Hoopes – chitarra, voce secondaria (1998-)
- John Warne – basso, voce secondaria (2004-)
- Jon Schneck – chitarra, banjo, voce secondaria (2005-)

### Ex componenti
- Todd Frascone – batteria (1998)
- Stephen Cushman – batteria, voce secondaria (1998–2000)
- Brett Schoneman – batteria (2000)
- Jared Byers – batteria (2000)
- Brian Pittman – basso (1998–2004)
- Dave Douglas – batteria, voce secondaria (2000-2007)
- Ethan Luck – batteria (2008-)

## Discografia

### Album in studio
- 2000 – Relient K (Gotee Records)
- 2001 – The Anatomy of the Tongue in Cheek (Gotee Records)
- 2003 – Two Lefts Don't Make a Right...but Three Do (Gotee Records)
- 2004 – Mmhmm (Gotee/Capitol/Mono Vs Stereo)
- 2007 – Five Score and Seven Years Ago (Gotee/Capitol/EMI)
- 2009 – Forget and Not Slow Down (Gotee/Capitol/EMI)
- 2011 – Is for Karaoke (Gotee/Capitol/EMI)
- 2013 – Collapsible Lung (Gotee/Capitol/EMI)
- 2016 – Air for Free (Mono Vs Stereo)

### EP
- 2000 – 2000 A.D.D. (Gotee)
- 2001 – The Creepy EP (Gotee)
- 2002 – Employee of the Month EP (Gotee)
- 2003 – The Vinyl Countdown (Mono Vs Stereo)
- 2005 – Apathetic EP (Gotee/Capitol)
- 2007 – Must Have Done Something Right EP (Gotee/Capitol)
- 2008 – The Nashville Tennis EP (Gotee)

### Singoli
- 2003 – Getting Into You da Two Lefts Don't Make a Right...but Three Do
- 2005 – High of 75 da Mmhmm
- 2005 – Be My Escape da Mmhmm
- 2006 – Who I Am Hates Who I've Been da Mmhmm
- 2006 – Must Have Done Something Right da Five Score and Seven Years Ago
- 2006 – Forgiven da Five Score and Seven Years Ago
- 2007 – The Best Thing da Five Score and Seven Years Ago
- 2008 – Give Until There's Nothing Left da Five Score and Seven Years Ago
- 2013 – Don't Blink da Collapsible Lung

### Altro
- 1998 – All Work and No Play - Demo
- 2003 – Open Mic Karaoke: Relient K, Vol. 1 - CD per karaoke
- 2003 – Deck the Halls, Bruise Your Hand - CD natalizio
- 2005 – Punk Goes 80's
- 2006 – The Anatomy of the Tongue in Cheek: Gold Edition - Album rimasterizzato
- 2006 – Two Lefts Don't Make a Right...but Three Do: Gold Edition - Album rimasterizzato
- 2006 – Warped Tour 2006 Tour Compilation
- 2007 – Let it Snow, Baby... Let it Reindeer - CD natalizio
- 2008 – The Bird and The Bee Sides - Raccolta di tracce rare
- 2008 – Warped Tour 2008 Tour Compilation